# Hassan Taftian
Hassan Taftian (Torbat-e Heydarieh, 4 mei 1993) is een Iraans sprinter. Hij nam eenmaal deel aan de Olympische Zomerspelen.

## Biografie
In 2013 nam Taftian deel aan de wereldkampioenschappen in Moskou, waar hij werd uitgeschakelde in de reeksen van de 100 meter. Tijdens de Wereldkampioenschappen indooratletiek 2014 kon hij zich dankzij een persoonlijke besttijd plaatsen voor de halve finale van de 60 meter. In de halve finale liep Taftian opnieuw een persoonlijk record (6,67 s), maar hiermee kon hij zich niet plaatsen voor de finale. Ook tijdens de Wereldkampioenschappen atletiek 2015 in Peking kwam Taftian niet verder dan de halve finale.
In 2016 nam Taftian deel aan de 100 meter op de Olympische Spelen in Rio de Janeiro. In de eerste halve finale eindigde Taftian op de achtste plaats waarmee hij zich niet kon kwalificeren voor de finale.

## Persoonlijke records
Outdoor
| Onderdeel | Prestatie | Datum        | Plaats |
| --------- | --------- | ------------ | ------ |
| 100 m     | 10,04     | 23 juni 2016 | Madrid |
| 200 m     | 20,82     | 16 juni 2013 | Almaty |

Indoor
| Onderdeel | Prestatie | Datum            | Plaats |
| --------- | --------- | ---------------- | ------ |
| 60 m      | 6,56      | 19 februari 2016 | Doha   |

## Palmares

### 60 m
- 2014: 6e in ½ fin. WK Indoor - 6,67 s

### 100 m
- 2013: 8e in reeksen WK - 10,57 s
- 2015: 7e in ½ fin. WK - 10,20 s
- 2016: 8e in ½ fin. OS - 10,23 s